# Haus der Geschichte Wittenberg
Das Haus der Geschichte Wittenberg in Lutherstadt Wittenberg ist ein Museum, welches die Geschichte des 20. Jahrhunderts in 20 original gestalteten Wohnräumen darstellt.

## Geschichte
Das Haus der Geschichte entstand auf Initiative des 1992 gegründeten Vereins PFLUG e.V. Der Verein beschäftigte sich ursprünglich mit dem Alltagsleben im 20. Jahrhundert. Dabei spielten die Aspekte der Umwelt und Gesellschaft eine primäre Rolle. Darüber hinaus beleuchtete der Verein kulturhistorische Forschung über die Lebensverhältnisse von Frauen im 20. Jahrhundert. Im Rahmen eines ABM-Projektes begann man, Gegenstände des Lebensalltags jener Zeit zu sammeln. Dabei konzentrierte sich die Arbeit besonders auf den Zeitraum von 1910 bis zum Ende der DDR. Zur umfassenden Thematik wurden Fachtagungen durchgeführt und Ausstellungen im Umkreis der Lutherstadt Wittenberg organisiert.
Die Sammlung der Alltagsgegenstände wie auch von Bekleidung, Mobiliar und Kücheneinrichtungen wurde nach und nach immer umfangreicher, und es entstand der Gedanke, diese in einer Dauerausstellung unter wissenschaftlichen Gesichtspunkten in Wohnmilieus zu präsentieren. Dazu wurde am 11. Oktober 1997 in gepachteten Räumen eines einstigen Kindergartens in der Wittenberger Schlossstraße 6 das Haus der Geschichte eröffnet. Die erste Ausstellung stand unter dem Motto „Ciu, ciu, ciu, coo – Schweinsohr'n gibt es im HO...“. Sie beleuchtete das Alltagsleben in der Lutherstadt Wittenberg in der Zeit von 1945 bis 1960.
Weitere themenspezifische Sonderausstellungen erweiterten das Spektrum des Hauses. So wurden unter anderem Expo-Projekte unterstützt. In den folgenden Jahren konnten im Haus nach und nach weitere Ausstellungsflächen gewonnen werden. Seit 2003 steht das gesamte Haus dem Museum zur Nutzung zur Verfügung. Damit wurde es möglich, die Wohnmilieus der 1920er bis 1980er Jahre auf drei Etagen zu präsentieren.

## Ausstellungskonzeption
Angefangen mit der Küche der 1920er Jahre, über Flüchtlingszimmer und "gute Stube" der 1940er Jahre und das Wohnzimmer mit Nierentisch der 1950er Jahre gelangt man in die DDR-Wohnwelten. Auch die Dorfkneipe, eine Tanzbar, ein Jugendzimmer der 1980er Jahre und ein Dorfkonsum sind hier zu sehen. Das Ausstellungskonzept beschäftigt sich mit der Alltagsgeschichte, sowohl in der Zeit der Weimarer Republik als auch in der Nachkriegszeit und der DDR. Im geschichtswissenschaftlichen Kontext wird die objektive Alltagsgeschichte dargestellt.
Die dazu notwendigen Forschungen ermöglichten dem Haus die Anlegung eines Archivs mit einem umfangreichen Foto-, Dokumenten- und Sachzeugenbestand. Darüber hinaus entstand ein lebensgeschichtliches Archiv mit der Dokumentation von Berichten, welche Zeitzeugen in Interviews gaben. Durch die zentrale Lage des Gebäudes inmitten der Wittenberger Altstadt wurde das Haus der Geschichte Wittenberg zu einem touristischen Anziehungspunkt. So frequentieren Besucher aus allen Bundesländern und internationale Gäste das Haus.